# كأس هولندا السياحية 1988
كأس هولندا السياحية 1988 هو سباق دراجات نارية أقيم بتاريخ 25 يونيو 1988 في حلبة أسن تي تي. كان الجولة الثامنة من أصل 15 في سباق الجائزة الكبرى للدراجات النارية موسم 1988. فاز الأسترالي واين غاردنر بفئة 500 سي سي بينما جاء الأمريكي إدي لوسون في المركز الثاني وحصل على المركز الثالث الفرنسي كريستيان سارون.

## وصلات خارجية
- الموقع الرسمي